# Транспорт Північної Кореї
Транспорт Північної Кореї представлений автомобільним , залізничним , повітряним , водним (морським, річковим)  і трубопровідним , у населених пунктах  та у міжміському сполученні діє громадський транспорт пасажирських перевезень. Площа країни дорівнює 120 538 км² (99-те місце у світі). Форма території країни — складна, видовжена меридіональному напрямку; максимальна дистанція з півночі на південь — 595 км, зі сходу на захід — 515 км. Географічне положення Північної Кореї дозволяє країні контролювати сухопутні транспортні шляхи з материка на Корейський півострів, морські транспортні шляхи у Жовтому та Японському морях.

## Автомобільний
Загальна довжина автошляхів у Північній Кореї, станом на 2006 рік, дорівнює 25 554 км, з яких 724 км із твердим покриттям і 24 830 км без нього (100-те місце у світі).

## Залізничний
Загальна довжина залізничних колій країни, станом на 2014 рік, становила 7 435 км (29-те місце у світі), з яких 7 435 км стандартної 1435-мм колії (5 400 км електрифіковано). Деякі вузькоколійні залізниці.

## Повітряний
У країні, станом на 2013 рік, діє 82 аеропорти (67-ме місце у світі), з них 39 із твердим покриттям злітно-посадкових смуг і 43 із ґрунтовим. Аеропорти країни за довжиною злітно-посадкових смуг розподіляються так (у дужках окремо кількість без твердого покриття):
- довші за 10 тис. футів (>3047 м) — 3 (0);
- від 10 тис. до 8 тис. футів (3047-2438 м) — 22 (3);
- від 8 тис. до 5 тис. футів (2437—1524 м) — 8 (17);
- від 5 тис. до 3 тис. футів (1523—914 м) — 2 (15);
- коротші за 3 тис. футів (<914 м) — 4 (8)[1].

У країні, станом на 2015 рік, зареєстроване 1 авіапідприємство, яке оперує 17 повітряними суднами. За 2015 рік загальний пасажирообіг на внутрішніх і міжнародних рейсах становив 223,4 тис. осіб. За 2015 рік повітряним транспортом було перевезено 1,57 млн тонно-кілометрів вантажів (без врахування багажу пасажирів).
У країні, станом на 2013 рік, споруджено і діє 23 гелікоптерні майданчики.
Північна Корея є членом Міжнародної організації цивільної авіації (ICAO). Згідно зі статтею 20 Чиказької конвенції про міжнародну цивільну авіацію 1944 року, Міжнародна організація цивільної авіації для повітряних суден країни, станом на 2016 рік, закріпила реєстраційний префікс — P, заснований на радіопозивних, виділених Міжнародним союзом електрозв'язку (ITU). Аеропорти Північної Кореї мають літерний код ІКАО, що починається з — ZK.

## Водний

### Морський
Головні морські порти країни: Чхонджин, Хеджу, Хиннам, Нампхо, Хонвон, Соннім, Вонсан.
Морський торговий флот країни, станом на 2010 рік, складався з 158 морських суден з тоннажем понад 1 тис. реєстрових тонн (GRT) кожне (37-ме місце у світі), з яких: балкерів — 6, суховантажів — 131, інших вантажних суден — 1, танкерів для хімічної продукції — 1, контейнеровозів — 4, вантажно-пасажирських суден — 1, нафтових танкерів — 12, рефрижераторів — 2.
Станом на 2010 рік, кількість морських торгових суден, що ходять під прапором країни, але є власністю інших держав — 13 (Бельгії — 1, Китайської Народної Республіки — 3, Нігерії — 1, Сінгапуру — 1, Південної Кореї — 1, Сирії — 4, Об'єднаних Арабських Еміратів — 2); зареєстровані під прапорами інших країн — 6 (Монголії — 1, Сьєрра-Леоне — 2, невстановленої приналежності — 3).

### Річковий
Загальна довжина судноплавних ділянок річок і водних шляхів, доступних для суден з малим дедвейтом 2011 року, становила 2 250 км (38-ме місце у світі).

## Трубопровідний
Загальна довжина нафтогонів в Північній Кореї, станом на 2013 рік, становила 6 км.

## Державне управління
Держава здійснює управління транспортною інфраструктурою країни через окремі галузеві міністерства залізниць і наземного і морського транспорту. Станом на 19 січня 2017 року міністерства в уряді Пак Понг Джу очолюви Джанг Хйок і, відповідно Кан Чен Гван.

### Українською
- Атлас. 10-11 клас. Економічна і соціальна географія світу / упорядники :  О. Я. Скуратович, Н. І. Чанцева. — К. : ДНВП «Картографія», 2010. — ISBN 978-966-475-639-3.
- Атлас світу / голов. ред. І. С. Руденко ; зав. ред. В. В. Радченко ; відп. ред. О. В. Вакуленко. — К. : ДНВП «Картографія», 2005. — 336 с. — ISBN 9666315467.
- Безуглий В. В. Економічна і соціальна географія зарубіжних країн : Навчальний посібник. — К. : ВЦ «Академія», 2007. — 704 с. — ISBN 978-966-580-239-6.
- Безуглий В. В., Козинець С. В. Регіональна економічна і соціальна географія світу : Навчальний посібник. — видання 2-ге, доп., перероб. — К. : ВЦ «Академія», 2007. — 688 с. — ISBN 966-580-144-9.
- Головченко В., Кравчук О. Країнознавство: Азія, Африка, Латинська Америка, Австралія і Океанія. — К., 2006. — 335 с. — ISBN 966-8939-04-2.
- Дахно І. І. Країни світу: Енциклопедичний довідник / І. І. Дахно, С. М. Тимофієв. — К. : Мапа, 2011. — 606 с. — (Бібліотека нового українця) — ISBN 978-966-8804-23-6.
- Дахно І. І. Економічна географія зарубіжних країн : навчальний посібник. — К. : Центр учбової літератури, 2014. — 319 с. — ISBN 978-611-01-0682-5.
- Дорошенко В. І. Географія транспорту : Навчальний посібник / В. І. Дорошенко, К. Д. Діденко. — К. : Київський нац. ун-т ім. Т. Шевченка, 2010. — 183 с. — ISBN 978-966-439-329-1.
- Дубович І. А. Країнознавчий словник-довідник. — 5-те вид., перероб. і доп. — К. : Знання, 2008. — 839 с. — ISBN 978-966-346-330-8.
- Економічна і соціальна географія країн світу : Навчальний посібник / За ред. С. П. Кузика. — Л. : Світ, 2002. — 672 с. — ISBN 966-603-178-7.
- Зарубіжна транспортна географія : навчальний посібник / уклад. : Петрашевський О. Л. и др. — К. : Національний транспортний університет, 2015. — 95 с. — ISBN 978-966-632-227-5.
- Ігнатьєв П. М. Країнознавство: Країни Азії. — Ч. : Книги-ХХІ, 2004. — 383 с. — ISBN 966-8029-53-4.
- Книш М. М., Мамчур О. І. Регіональна економічна і соціальна географія світу (Латинська Америка та Карибські країни, Африка, Азія, Океанія) : навч. посіб. — Л. : ЛНУ ім. Івана Франка, 2013. — 368 с. — ISBN 978-617-10-0007-0.
- Юрківський В. М. Регіональна економічна і соціальна географія. Зарубіжні країни : Підручник. — К. : Либідь, 2001. — 416 с. — ISBN 966-06-0092-5.

### Англійською
- (англ.) Modern Transport Geography / Hoyle, B. and R. Knowles (eds). — Second Edition,. — London : Wiley, 1998.
- (англ.) Rodrigue, J-P. The Geography of Transport Systems. — Fourth Edition. — N. Y. : Routledge, 2017. — 440 с. — ISBN 978-1138669574.
- (англ.) Taaffe E. J., Gauthier H. L. and O'Kelly M. E. Geography of transportation. — Second Edition. — N. Y. : Prentice Hall, 1996. — ISBN 0-13-368572-1.
- (англ.) Black, W. Transportation: A Geographical Analysis. — N. Y. : Guilford, 2003.

### Російською
- (рос.) Максаковский В. П. Географическая картина мира. Книга I: Общая характеристика мира. — М. : Дрофа, 2008. — 495 с. — ISBN 978-5-358-05275-8.
- (рос.) Максаковский В. П. Географическая картина мира. Книга II: Региональная характеристика мира. — М. : Дрофа, 2009. — 480 с. — ISBN 978-5-358-06280-1.
- (рос.) Физико-географический атлас мира. — М. : Академия наук СССР и главное управление геодезии и картографии ГГК СССР, 1964. — 298 с.
- (рос.) Шаповал Н. С. Транспортная география и транспортные системы мира : учебное пособие. — К. : Центр учбової літератури, 2006. — 188 с. — ISBN 000-0000-00-4.
- (рос.) Экономическая, социальная и политическая география мира. Регионы и страны / под ред. С. Б. Лаврова, Н. В. Каледина. — М. : Гардарики, 2002. — 928 с. — ISBN 5-8297-0039-5.
- (рос.) Энциклопедия стран мира / глав. ред. Н. А. Симония. — М. : НПО «Экономика» РАН, отделение общественных наук, 2004. — 1319 с. — ISBN 5-282-02318-0.